# Azatadin
Azatadin je antihistaminik i antiholinergik.

## Literatura
- Zhang D, Hansen E, Deck J, Heinze T, Sutherland J, Cerniglia C (1996). „Fungal biotransformation of the antihistamine azatadine by Cunninghamella elegans.”. Appl Environ Microbiol. 62 (9): 3477—9. PMC 168147 . PMID 8795241.
- Katelaris C (1990). „Comparative effects of loratadine and azatadine in the treatment of seasonal allergic rhinitis.”. Asian Pac J Allergy Immunol. 8 (2): 103—7. PMID 1982614.
- Small P, Barrett D, Biskin N (1990). „Effects of azatadine, terfenadine, and astemizole on allergen-induced nasal provocation.”. Ann Allergy. 64 (2 Pt 1): 129—31. PMID 1968324.

## Spoljašnje veze
|  | Molimo Vas, obratite pažnju na važno upozorenje u vezi sa temama iz oblasti medicine (zdravlja). |